# Montcoy
Montcoy – miejscowość i gmina we Francji, w regionie Burgundia-Franche-Comté, w departamencie Saona i Loara.
Według danych na rok 1990 gminę zamieszkiwały 182 osoby, a gęstość zaludnienia wynosiła 20 osób/km² (wśród 2044 gmin Burgundii Montcoy plasuje się na 729. miejscu pod względem liczby ludności, natomiast pod względem powierzchni na miejscu 984.).